# Керичинський Ярослав Олегович
Яросла́в Оле́гович Керичи́нський (22 вересня 1982, Львів) — солдат Збройних сил України.

## Життєпис
У 1999 році закінчив середню школу, а у 2004 — фізичний факультет Львівського національного університету імені Івана Франка, здобув спеціальність оптика. Працював у компанії «Щит панорама» на посаді керівника відділу зовнішньої реклами.
Брав активну участь у Революції Гідності.
З 8 травня 2014 доброволець у батальйоні «Айдар», брав участь у проведенні антитерористичної операції.
У травні 2014-го в бою поранений, забрати змогли на 3-й день, везли 300 кілометрів санітарним УАЗом, лікувався у Харківському госпіталі.
14 серпня 2014 року — за особисту мужність і героїзм, виявлені у захисті державного суверенітету та територіальної цілісності України, вірність військовій присязі під час російсько-української війни, відзначений — нагороджений орденом «За мужність» III ступеня.
Згодом на посаді заступника начальника штабу 24-го окремого штурмового батальйону «Айдар».